# 1985 у футболі
Нижче наведені футбольні події 1985 року у всьому світі.

## Засновані клуби
- Галісія де Арагуа (Венесуела)
- ЕНППІ Клуб (Єгипет)
- Манзіні Сандаунз (Свазіленд)

## Національні чемпіони
- Англія: Евертон
- Аргентина
  - Насьйональ: Аргентинос Хуніорс
- Бразилія: Корітіба
- Італія: Хеллас Верона
- Іспанія: Барселона
- Нідерланди: Аякс (Амстердам)
- Парагвай: Олімпія (Асунсьйон)
- Португалія: Порту
- СРСР: Динамо (Київ)